# Міядзакі Юка
Міядзакі Юка (яп. 宮﨑 有香; нар. 13 жовтня 1983) — японська футболістка. Вона грала за збірну Японії.

## Клубна кар'єра
У 1999 році дебютувала в «Іґа Куноїті». 2006 року вона перейшла до «TEPCO Mareeze». 2013 року підписала контракт з клубом «Окаяма Юноґо Белле». Наприкінці сезону 2013 року вона завершила ігрову кар'єру.

## Виступи за збірну
Дебютувала у збірній Японії 5 серпня 2001 року в поєдинку проти Китаю. У складі японської збірної учасниця жіночого чемпіонату світу 2003 року. З 2001 по 2009 рік зіграла 18 матчів та відзначилася 2-а голами в національній збірній.

## Статистика виступів
| Збірна Японії | Збірна Японії | Збірна Японії |
| Рік           | Матчі         | Голи          |
| ------------- | ------------- | ------------- |
| 2001          | 5             | 0             |
| 2002          | 5             | 1             |
| 2003          | 6             | 1             |
| 2004          | 1             | 0             |
| 2005          | 0             | 0             |
| 2006          | 0             | 0             |
| 2007          | 0             | 0             |
| 2008          | 0             | 0             |
| 2009          | 1             | 0             |
| Загалом       | 18            | 2             |